# Tanneguy de Joyeuse
Tanneguy, vicomte de Joyeuse (v. 1420-v. 1486), seigneur de Saint-Didier et de Lamastre, est un noble français du XVe siècle, sénéchal et capitaine de Lyon de 1460 à 1462.

## Biographie

### Origines et vie personnelle
Il appartient à la famille de Châteauneuf-de-Randon, qui possède la seigneurie de Joyeuse. Il est le fils de Louis II, baron puis vicomte de Joyeuse, et de Jeanne Louvet. Il est le petit-fils de Randon II de Joyeuse, dont la veuve Louise de Saint-Priest avait épousé Théodore de Valpergue (mais la grand-mère de Tanneguy était Catherine, fille d'Étienne Aubert de Montel de Gelat et Marie de Chaslus de Bothéon, et 1re épouse de Randon II). Il est l'arrière-petit-fils de Louis Ier de Joyeuse et Thiburge de St-Didier et Lamastre.
Il épouse en 1448 Blanche de Tournon (dont la famille possédait Retourtour à Lamastre, et Désaignes).
Il a pour fils Guillaume, Charles et Louis.

### Carrière militaire
Il est un fidèle des maisons d'Orléans et de Bourbon. En 1443, il est promu commandant d'une compagnie d'ordonnance.
Au début de l'année 1460, il remplace Guy de Blanchefort au poste de sénéchal et capitaine de Lyon jusqu'en janvier 1462. À cette date, il est victime de l'instabilité du début du règne de Louis XI.
En 1477, Louis XI lui demande de renforcer militairement Lyon avec sa compagnie pour protéger la cité d'un duc de Savoie menaçant.